# F
F, f — 6-я буква базового латинского алфавита, называется «эф».
Буква F восходит к древнегреческой букве дигамма (Ϝ, ϝ), которая обозначала звук [w] — этот звук исчез из древнегреческого языка ещё в архаическую эпоху. В свою очередь, дигамма произошла из финикийской буквы вав.

## Употребление
- В популяционной генетике обозначение гаплогрупп F (Y-ДНК) и F (мтДНК).
- В химии — символ фтора.
- В физике буквой F обозначают силу и оптический фокус. Ей обозначают также постоянную Фарадея, свободную энергию Гельмгольца.
- В работе газовых котлов буквой F обозначаются коды ошибок, которые указывают на сбой и неисправности узлов котла (примеры: F0, F1, F2, F22, F28, F75 и т. д.).
- На компьютерной клавиатуре:
  - буквой F обозначены 24 функциональных клавиш (F13—F24 часто недоступны).
  - на QWERTY-раскладке у клавиш F и J, обычно, находится небольшой выступ, в виде точки или полосы, для удобства слепого позиционирования пальцев на этих клавишах.
  - во многих шутерах клавиша с буквой F используется как внутриигровое взаимодействие с объектами (использовать, подобрать, открыть и т. д.). Отсюда возник популярный интернет-мем Press F to pay respects.
- В музыке:
  - буквенное название шестого тона основной гаммы русской музыкальной системы[1].
  - буквой F обозначают ноту «Фа»[1][2].
  - F — сокращение слова forte[1][2] — «громко».
  - Производными этой буквы в ряде языков (рус. эфа, англ. F-hole, итал. ff или effe) называют резонаторные отверстия[1], напоминающие стилизованную курсивную букву ƒ, характерные для смычковых инструментов (как классических скрипичных (скрипка, альт, виолончель и контрабас), так и ряда этнических, включая шведскую никельхарпу, норвежскую хардингфеле и монгольский морин хуур).
- В военном деле (англосаксонском) сокращение для модели истребителя, например F-4 от англ. Fighter — model 4 (Боец — 4-й модели).

| Название по-русски: эф. Код НАТО: Foxtrot (/ˈfɔkstrɔt/, [фокстрот]). Азбука Морзе: ··−· f |                   |                                     |        |
| \| ● \| ● \| \| ● \| ○ \| \| ○ \| ○ \| Шрифт Брайля                                       | Семафорная азбука | Флаги международного свода сигналов | Амслен |
| ●                                                                                         | ●                 |                                     |        |
| ●                                                                                         | ○                 |                                     |        |
| ○                                                                                         | ○                 |                                     |        |